# Злобина, Марина Владимировна
Марина Владимировна Злобина (в девичестве Дробышева; 27 октября 1986, Тула) — российская футболистка, полузащитница.

## Биография
Воспитанница тульского спорта. В начале взрослой карьеры играла за мини-футбольный клуб «Славия-Тулэнерго». Позднее выступала в высшем дивизионе по большому футболу за клубы «Чертаново» (Москва) и СКА (Ростов-на-Дону).
В 2009 году перешла в «Рязань-ВДВ», провела в команде четыре сезона, сыграв в высшей лиге 60 матчей и забив 4 гола. Стала бронзовым призёром чемпионата России 2012/13, но сыграла в том сезоне только 5 матчей.
После перерыва, связанного с рождением ребёнка, в 2016 году перешла в московский ЦСКА, но сыграла за него только один неполный матч — 6 мая 2016 года против клуба «Звезда-2005», после чего окончательно завершила карьеру.

## Личная жизнь
Замужем, есть дочь. До 2011 года выступала под фамилией Дробышева.
Окончила ВЗФЭИ (2010).